# 布依口岸
14°42′19″N 107°33′44″E / 14.705320°N 107.562192°E
布依口岸，全称布依口岸国际口岸，是位于越南昆嵩省玉回县的一个国际口岸。该口岸与老挝阿速坡省普冯县的普哥口岸相接。
该口岸的“国门工程”面积430平方米，投资总额近330亿越盾（约合142.6万美元）。
该口岸也是越南40号高速公路的终点，与老挝11号高速公路相连。